# Mariana Bracetti
Ella fue una mujer fuerte hermosa amaba A los, hijos 

## Biografía
Conocida como «Brazo de Oro», nació el 26 de julio del 1825 en Añasco, Puerto Rico. Hija de una familia numerosa de origen corso. Su crianza se dio en la casa de sus padres Antonia Cuevas y Francisco Bracetti. En cuanto su educación, fue instruida en costura, bordado, calado, religión, gramática, geografía e historia. Tuvo tres matrimonios: primero viuda de don José Adolfo Pesante con quien tuvo tres hijos: José Adolfo, Rita y Antonia. Luego viuda en segundas nupcias con don Miguel Rojas, con quien tuvo una hija llamada María Bruna, y por último al morir estaba casada con don Santiago Laviosa, con el cual no tuvo hijos.  Se casa por segunda vez con Miguel Rojas Luzardo, hacendado venezolano radicado en Puerto Rico, quien era hermano de Manuel Rojas jefe de las fuerzas revolucionarias de la Revolución de Lares. De Miguel tuvo dos hijas, la primera. Wecensla Higinia, que falleció prematuramente, y luego tuvieron a Bruna Maria Rojas. Mariana fue conocida por su gran inteligencia, su corazón noble, su gran valentía y su liderazgo. Fue una activa luchadora en contra de el estatus colonial de Puerto Rico bajo la corona española y su tiranía.  También  participó en proyectos sociales: ayudaba a los pobres, ayudaba a los huérfanos y le enseñaba a leer a los esclavos que habían sido liberados. Le daba limosnas a los necesitados y compartía su fe religiosa. Murió el 25 de febrero de 1903 en Añasco, pueblo en Puerto Rico, en el que residió largos años. Mariana también es conocida por coser la bandera de la revolución del Grito de Lares que representó la bandera de Puerto Rico entonces. Actualmente esa bandera es representativa de Lares la "ciudad del grito" siendo así también el lugar donde ocurrió el Grito de Lares Puerto Rico. 

## Bandera original del Lares Revolucionario

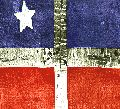
Bandera original de Lares

Los hermanos Rojas, hacendados de origen venezolano, se convirtieron en líderes de la independencia de Lares y su nombre código era "Centro Bravo". Manuel Rojas Luzardo, cuñado de Bracetti, fue nombrado Comandante del Ejército de Liberación de Puerto Rico. El estadounidense Mathias Brugman era el líder de la independencia en Mayagüez y su grupo fue identificado con el nombre código de "Capa Prieto". 
El apodo de Bracetti era "Brazo de Oro" y fue nombrada líder del "Consejo de la Revolución de Lares". Betances sugirió a Bracetti tejer la primera bandera de la futura "República de Puerto Rico". Ella diseñó la bandera siguiendo las sugerencias de Betances. La bandera fue dividida en el centro por una cruz latina blanca, las dos esquinas inferiores eran rojas y las dos esquinas superiores eran azules. Una estrella blanca fue colocada en la esquina superior izquierda. Según el poeta de Puerto Rico, Luis Llorens Torres la cruz blanca representa el anhelo de redención de la patria; los cuadrados rojos, la sangre derramada por los héroes de la rebelión y la estrella blanca en la plaza de la soledad azul, representa la libertad.

## El Grito de Lares
En la mañana del 23 de septiembre de 1868, alrededor de 800 hombres se reunieron en la finca El Triunfo y al comando de Manuel Rojas intentaron tomar el pueblo de Lares, que inició la revolución conocida como el "Grito de Lares". Una vez que el pueblo fue tomado, Rojas colocó la bandera de Bracetti en el altar mayor de la Iglesia Parroquial. Los revolucionarios declararon la República de Puerto Rico, Francisco Ramírez Medina juró su cargo como el primer presidente y el sacerdote celebró un Te Deum.
Las fuerzas rebeldes partieron a hacerse cargo del pueblo vecino de San Sebastián del Pepino. La milicia española, sin embargo, sorprendió al grupo con una fuerte resistencia. Causando gran confusión entre los rebeldes armados dirigidos por Manuel Rojas, estos se retiraron a Lares. Tras una orden del gobernador, Julián Pavía, la milicia española pronto rodeó a los rebeldes. Todos los sobrevivientes, incluyendo Bracetti, fueron encarcelados en Arecibo y la insurrección fue sofocada rápidamente. La bandera original de Lares fue tomada por un oficial del ejército español como botín de guerra y muchos años después fue devuelta al pueblo de Puerto Rico. Ahora se exhibe en el Museo de la Universidad de Puerto Rico. Ochenta de los presos murieron en la cárcel. Bracetti sobrevivió y fue liberada el 20 de enero de 1869, cuando el nuevo gobierno republicano español otorga una amnistía general. Mariana Bracetti murió en el municipio de Añasco, Puerto Rico en 1903 y fue enterrada en la Plaza de Añasco. Hay un monumento en su honor en el lugar donde está enterrada.

## Legado
Se le atribuye a ella la creación de la bandera que fue diseñada como la bandera nacional de Puerto Rico usada durante el Grito de Lares. El diseño de la bandera fue posteriormente adoptado como la bandera oficial del municipio de Lares (Puerto Rico). Juan de Mata Terreforte, un revolucionario que luchó junto a Manuel Rojas en "El Grito de Lares", quien fue el vicepresidente del Puerto Rico Revolutionary Committee, una división del Partido Revolucionario Cubano en Nueva York, aprobó la "Bandera de Lares", como la bandera que representó a Puerto Rico Libre. La bandera se mantuvo hasta 1892. El diseño actual, siguiendo el modelo de la bandera de Cuba, fue presentado y aprobado por el Comité.
Bracetti fue el tema principal de dos libros. El primer libro fue "El Grito de Lares" de Luis Lloréns Torres y el segundo libro fue "Brazo de Oro" de Cesáreo Rosa-Nieves. Puerto Rico ha honrado su memoria en escuelas, calles y avenidas que llevan su nombre. En Lares, hay un museo de Mariana Bracetti y hay una Mariana Bracetti Academy Charter School en Filadelfia. La Plaza Mariana Bracetti de Nueva York, también fue nombrada en su memoria.